# 丸井太郎
丸井 太郎（まるい たろう、1934年11月24日 - 1967年9月6日）は、日本の俳優。本名：石上 正治（いしがみ しょうじ）。身長165cm・体重86.25kg。東京府（現東京都）北区出身。

## 略歴
東京都立第四商業高等学校在学中に俳優を志すが、演出家を志望するようになる。そこから演劇グループを作り浅草吉田町の幼稚園を借りて演劇活動を行い、演出を担当。丸井によれば高校在学中は痩せており、学校を卒業した後、規則正しい生活を行わなくなったことで太ってしまったと述べている。高校卒業後、文学座舞台技術研究所に入る。始めは演出部の仕事に携わっていたが、飯沢匡に気に入られ、裏方の仕事と並行して飯沢の書いた芝居に端役として出演。研究所卒業が近づき、今後に備えて知人が務めていた大映に履歴書を提出するが、照明部員として文学座に採用される。1年後に大映から審査通過の連絡が来たことから、大映ニューフェイス11期として入社。デビュー作は『土俵物語』。芸名は三角八郎とピン・ボケコンビを結成した際に永田秀雅から命名された。
三角とのコンビで喜劇映画に何本か出演するも芽が出ず、大部屋俳優として過ごしていたが、1963年にテレビドラマ『図々しい奴』の主役に抜擢された。同作品への起用は枝川弘の推薦によるものとされる。同作品は平均視聴率30%強・最高視聴率45.1%（ビデオリサーチ・関東地区調べ）という大ヒットを記録して一躍人気者になり、テレビドラマのオファーが殺到した。同年11月19日、茶道家の小堀宗積の義理の妹にあたる女性と結婚。
しかし、当時の映画界は五社協定により人気スターがテレビドラマに出演することが許されなかった。それは「売れている役者は映画優先」という五社協定の事項及び永田雅一社長が率いる大映の方針により、丸井も映画界に戻らざるを得なかった。しかし、その後の丸井を待っていたのは飼い殺しに等しい扱いである。肥満体で朴訥（ぼくとつ）という丸井の良さを引き出す作品に出会えず、勝新太郎や市川雷蔵の主演シリーズ・特撮映画で脇役を演じるに留まった。
その境遇に絶望した丸井は1967年9月6日、ガス自殺を図り絶命した。32歳没。「妻にもう一度会いたい」と言った内容の走り書きが残されていた。
その後大映は1971年に倒産するが、その主な要因となった映画事業の赤字による巨額負債が表面化したのは、丸井の死去から半月後のことであった。

## 出演作品

### 映画
- 土俵物語 (1958年)
- 浮草 (1959年)  - (劇団員) 庄吉 (小津安二郎監督作品)この時点で大部屋俳優だった丸井の出世作になった。
- 黒蜥蜴（1962年） - 用心棒
- 悪名一番（1963年） - 良太
- 現代インチキ物語　騙し屋（1964年） - ちょこ松
- 眠狂四郎円月斬り（1964年） - 太十
- 無茶な奴（1964年） - 沖三吉　※主演
- 幸せなら手をたたこう（1964年） - 警部主任
- 座頭市地獄旅（1965年） - 六平
- 大魔神怒る（1966年） - 度々平
- ラーメン大使（1967年） - ノブ
- 大怪獣空中戦 ガメラ対ギャオス（1967年） - マイトの熊
- 若親分兇状旅（1967年） - 辰
- 兵隊やくざ殴り込み（1967年） - 黒磯一等兵

### テレビドラマ
- 海底人8823（1960年、フジテレビ） - 塙さん[5]
- 図々しい奴（1963年、TBS）
- 土曜日の虎（1966年、TBS）
- とし子さん（1966年、TBS / 国際放映）- 尾形
- 三匹の侍 第4シリーズ 第14話「新宿七福神」（1967年、フジテレビ） - 布袋の三休
- 挑戦者 続・ある勇気の記録 第36話「追いつめられて」（1967年、NET）
- てなもんや三度笠 （1967年、朝日放送）